# Sten Nordin
Pour les articles homonymes, voir Nordin.
Sten Nordin, né le 18 février 1956 à Nyköping, est un homme politique suédois. Membre des Modérés, il est maire de Stockholm entre 2008 et 2014.
Il a également été membre du conseil d'administration de l'Association suédoise des collectivités locales et des régions. Auparavant, M. Nordin a été maire de la municipalité de Stockholm de 1994 à 2006 et député de 2006 à 2008, élu dans la circonscription de la municipalité de Stockholm. Il a ensuite été gouverneur du comté de Blekinge entre le 1er octobre 2017 et le 31 janvier 2021.

## Biographie
Pendant ses études à Uppsala, Nordin est président de Föreningen Heimdal. À l'époque, Heimdal fait partie de l'Union des étudiants modérés libres, dont Nordin devient vice-président en 1981 et secrétaire en 1982-1984.
Nordin devient chef de groupe des modérés au sein du comité social municipal de Stockholm en 1992. Il est nommé maire des rues et des biens en 1998, après avoir été maire d'opposition pendant quatre ans, et est membre du conseil municipal de 1994 à 2006. M. Nordin a été chef de groupe adjoint des modérés au conseil municipal de 1998 à 2006 et président du parti modéré de la ville de Stockholm de 2003 à 2011. En avril 2008, il est revenu à la politique municipale et est devenu maire des finances et chef de groupe après le départ de Kristina Axén Olin de ces postes.
Nordin est député de 2006 à 2008. Au Riksdag, il est membre de la commission des transports de 2006 à 2008 et membre suppléant de la commission des impôts. Il est également membre du conseil de confiance du groupe parlementaire du parti modéré. Nordin est nommé en février 2008 personne de contact du gouvernement dans le cadre du dialogue sur les réfugiés avec les municipalités. Nordin démissionne de son poste de député en mai 2008 et Reza Khelili Dylami est nommé nouveau député ordinaire à compter du 7 mai 2008.
En 2019, Nordin a été nommé membre honoraire de la nation Blekingska à Lund. Il est marié à Hanna Hesser Nordin.

## Distinctions
- Médaille de Sa Majesté le Roi en or (vermeil) 12e grandeur portée autour du cou sur un ruban bleu (2017)[5]